# Astrophytum capricorne
Astrophytum capricorne, conocida comúnmente como cuerno de cabra, es una especie de planta suculenta perteneciente al género Astrophytum, dentro de la familia Cactaceae. Es endémica del noreste de México, donde habitualmente crece en terrenos rocosos.

## Descripción

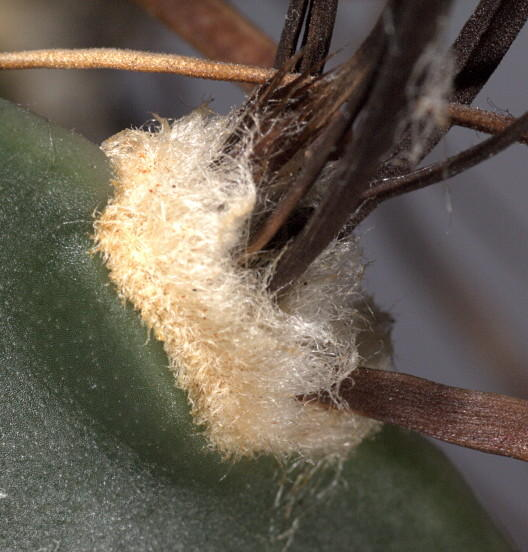
Detalle de la areola

Astrophytum capricorne es una especie de cactus pequeño de tallo esférico que puede alcanzar una altura de 10 a 15 cm y un diámetro de hasta 15 cm. El cuerpo es de color verde y está densamente cubierto por motas en forma de escamas blancas y lanudas (tricomas).
Presenta de 7 a 8 costillas con los bordes muy afilados, donde se sitúan areolas redondas separadas unas de otras entre 2 y 3,5 cm. Tienen de 5 a 10 espinas largas y ligeramente flexibles de 3 a 7 cm de largo. Son de color amarillo a negro parduzco y suelen curvarse y retorcerse sobre la planta. 

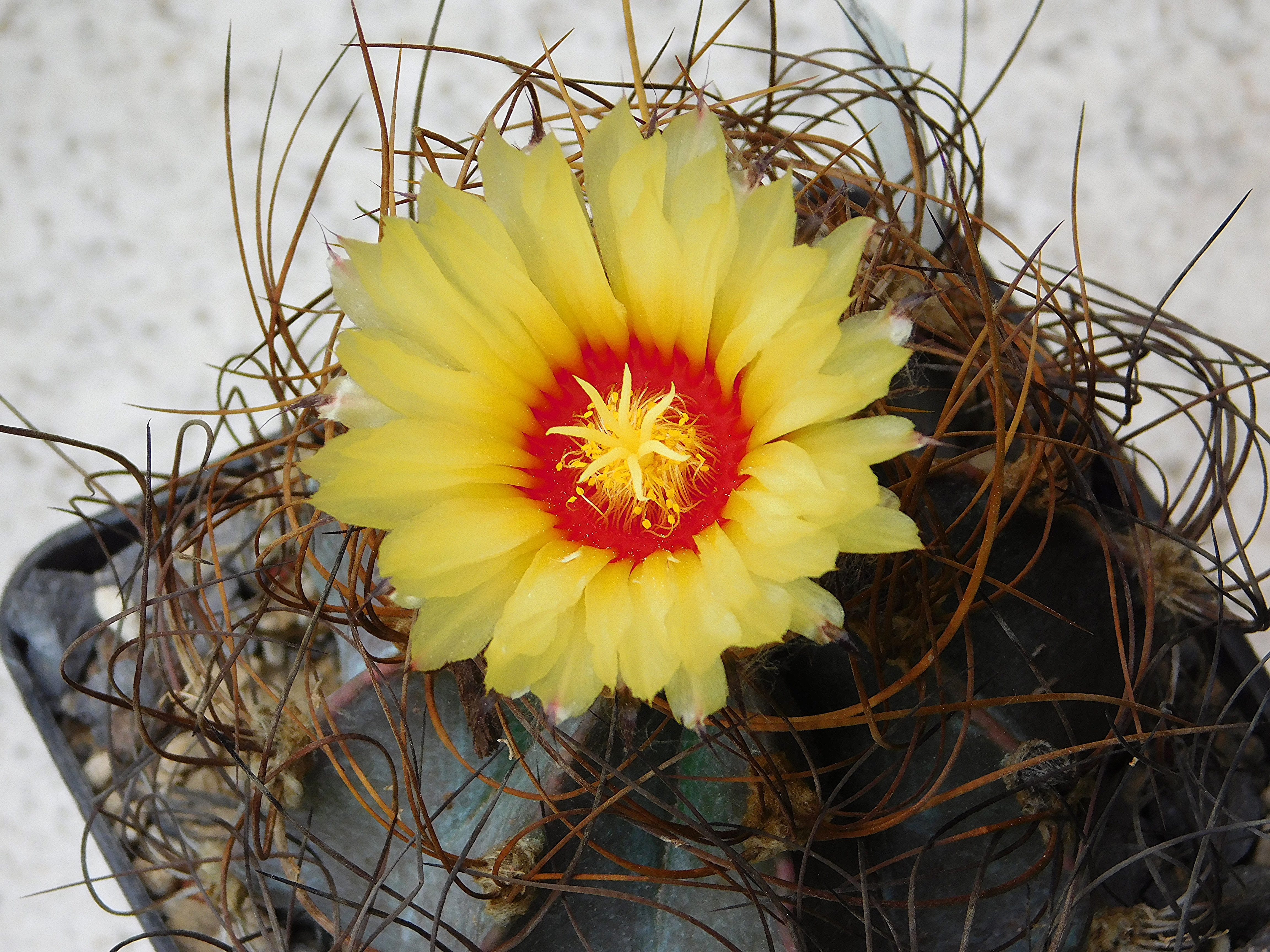
Detalle de la flor

Las flores son grandes y de color amarillo brillante con la garganta rojiza. Miden de 6 a 7 cm de largo y alcanzan un diámetro de 4 a 6 cm. Los frutos se abren en su base y contienen semillas de color negro.

## Distribución y hábitat
El área de distribución nativa de esta especie es el noreste de México (concretamente en los estados de Nuevo León y Coahuila) y crece principalmente en biomas desérticos o de matorrales secos.

## Taxonomía
La primera descripción de esta especie fue como Echinocactus capricornis, publicada en 1851 por el botánico alemán Albert Gottfried Dietrich en la revista científica Allgemeine Gartenzeitung 19: 274.
Más tarde, los botánicos estadounidenses Nathaniel Lord Britton y Joseph Nelson Rose trasladaron la especie al género Astrophytum, por lo que pasó a llamarse Astrophytum capricorne. Registraron estos cambios en el libro The Cactaceae; descriptions and illustrations of plants of the cactus family 3: 184–185, pl. 21, f. 1, publicado en 1922.
Etimología
- Astrophytum: nombre genérico que deriva de las palabras griegas astro (que significa 'estrella'), y phyton (que significa 'planta'), por lo que se puede traducir como "planta con forma de estrella", haciendo referencia a la forma estrellada de algunas especies de este género de cactus.[7]
- capricorne: epíteto específico que deriva de las palabras latinas capra (que significa 'cabra') y corne (que significa 'cuerno', haciendo referencia a que la especie tiene espinas retorcidas parecidas a cuernos.[8]

Sinonimia
- Astrophitum capricorne var. crassispinum (H. Moeller) Okum., 1933
- Astrophitum capricorne var. majus (Pichon) Frič, 1925
- Astrophitum capricorne f. majus (Pichon) A.F.Moeller, 1934
- Astrophitum capricorne f. minus (Runge & Quehl) A.F.Moeller, 1934
- Astrophitum capricorne var. minis (Runge y Quehl) Frič, 1925
- Astrophitum capricorne var. orientale Frič, 1925
- Astrophitum capricorne subsp. sanjuanense Pavlíček, 2011
- Astrophitum capricorne subsp. senil (Frič) Doweld, 2000
- Asphytum crassispinum (H.Moeller) W.Haage & Sadovsky, 1957
- Asphytum niveum (K.Kayser) W.Haage & Sadovsky, 1957
- Asphytum senile Frič, 1925
- Astrophitum senil var. aureum (H. Moeller) Backeb., 1937
- Echinocactus capricornis A.Dietr., 1851 (basónimo)
- Echinocactus capricornis var. aureus H. Moeller, 1925
- Echinocactus capricornis var. crassispinus H. Moeller, 1926
- Echinocactus capricornis var. mayor Pichon, 1909
- Echinocactus capricornisf . minor (Runge & Quehl) Schelle, 1907
- Echinocactus capricornis var. minor Runge & Quehl, 1892
- Echinocactus capricornis var. niveus K.Kayser, 1933
- Echinocactus capricornis var. senilis Frič, 1925
- Maierocactus capricornus (A.Dietr.) E.C.Rost, 1925

## Estado de conservación
En la Lista Roja de Especies Amenazadas de la UICN, la especie está clasificada como de “Preocupación Menor (LC)”.

## Usos
Se cultiva principalmente como planta ornamental y su propagación se realiza a través de semillas. Se reproduce fácilmente por medio de la cruza con otros ejemplares de la misma especie o con especies del género Astrophytum.
Algunas variedades presentan motas blancas en el cuerpo de la planta, mientras que otras carecen de esta característica. Aunque tolera temperaturas frías, debe cultivarse en un lugar cálido y protegido que no sufra de heladas en invierno.

## Galería

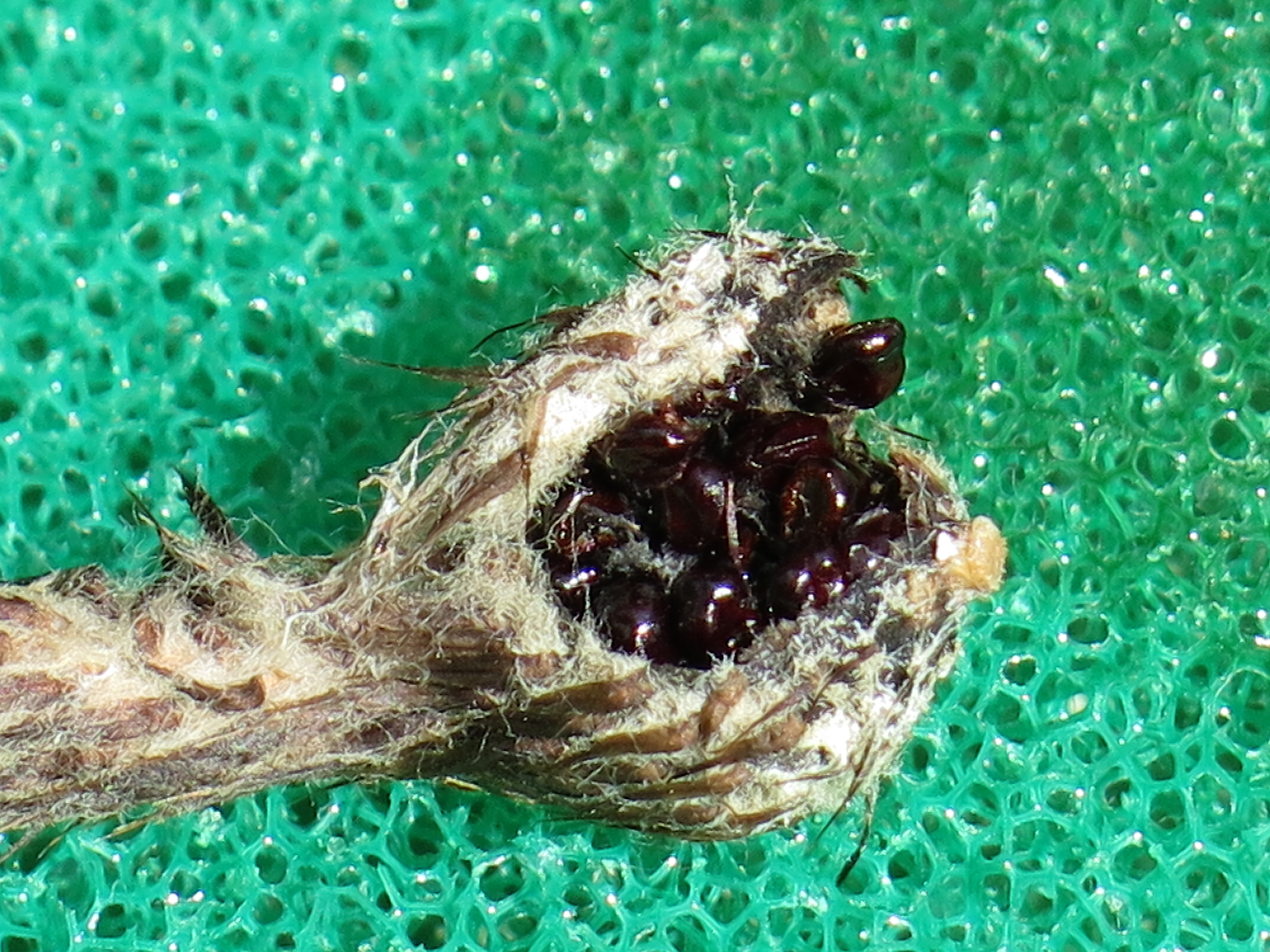
Semillas en el interior del fruto
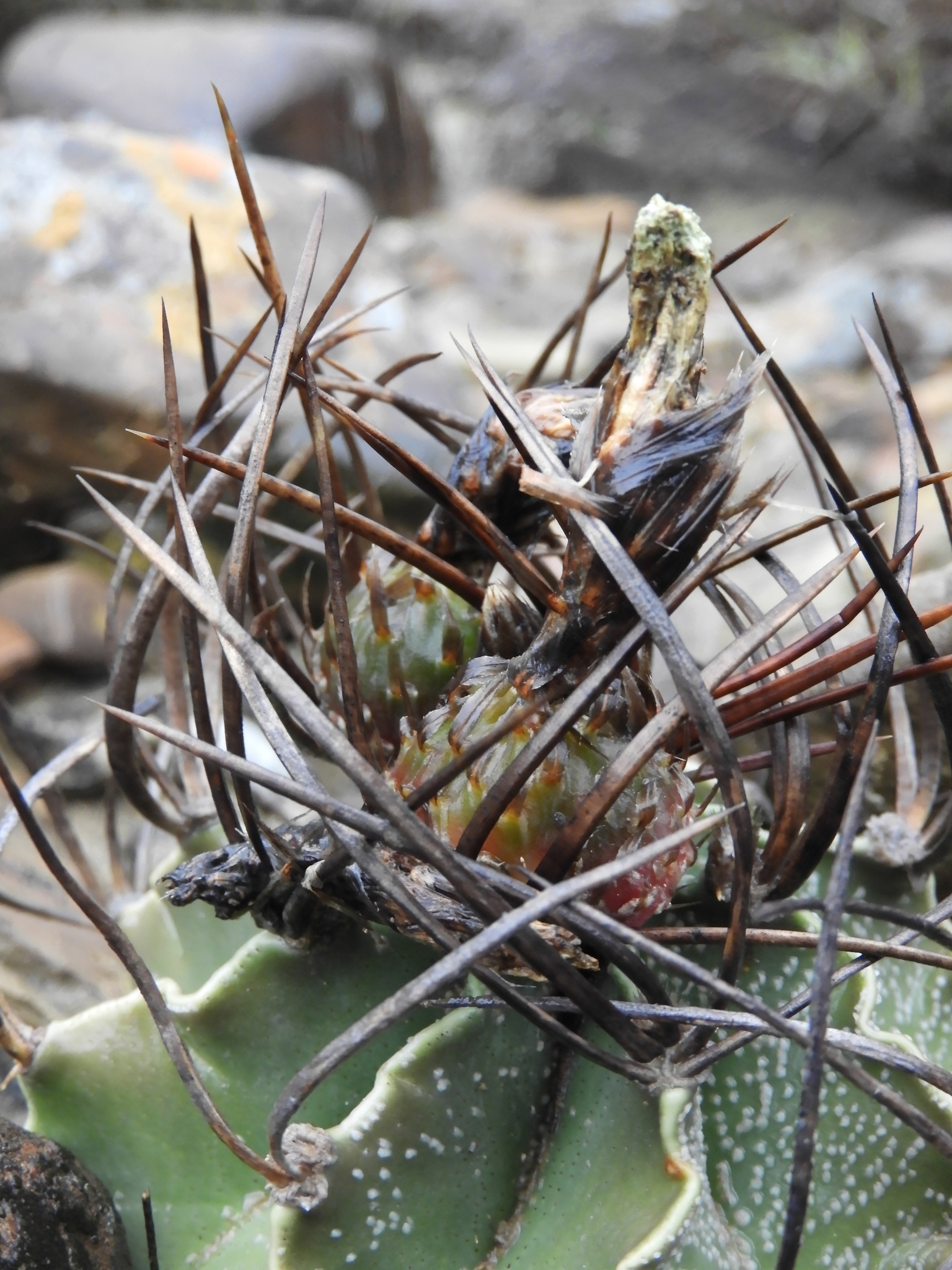
Detalle del fruto
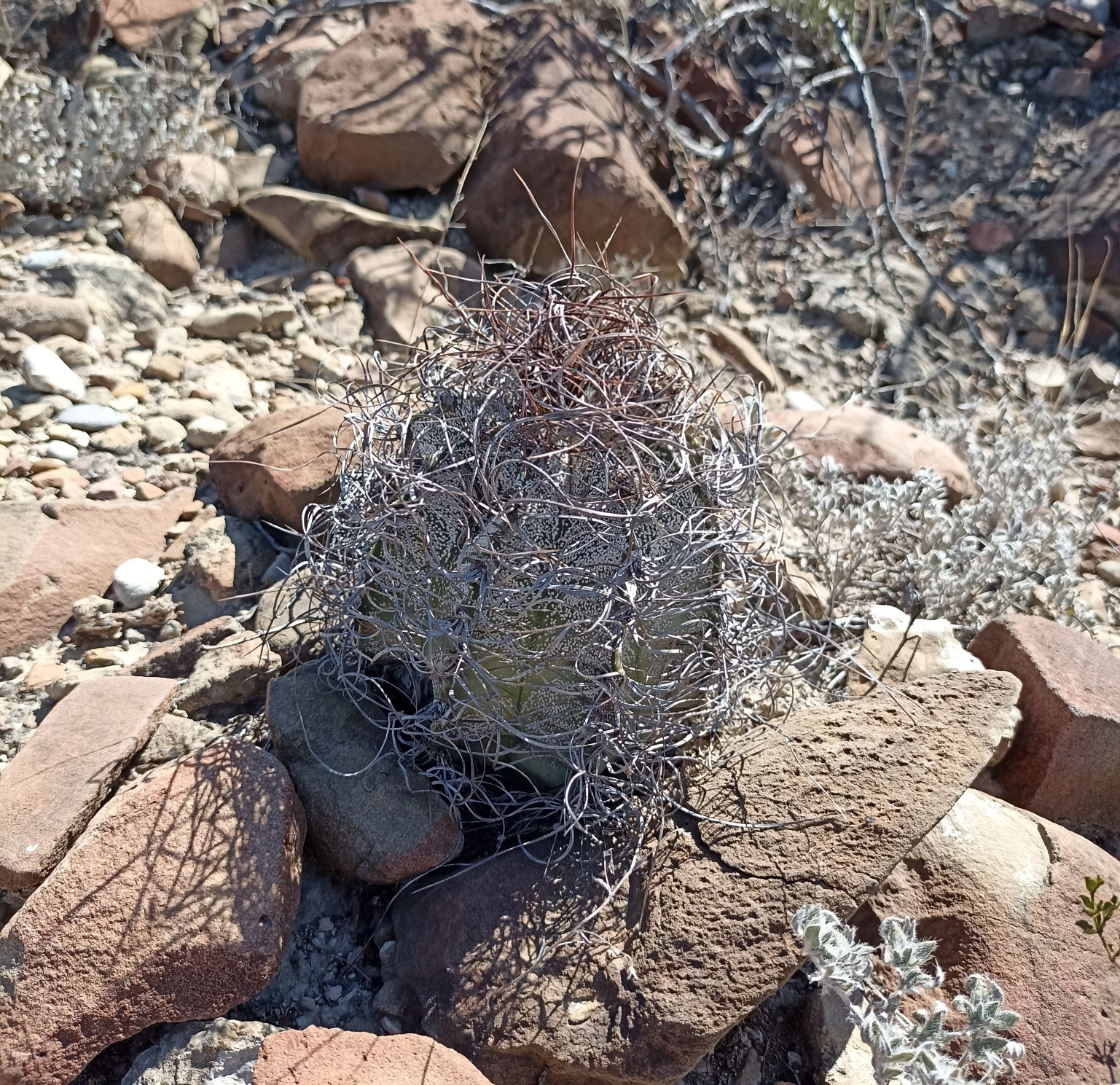
Planta en su hábitat
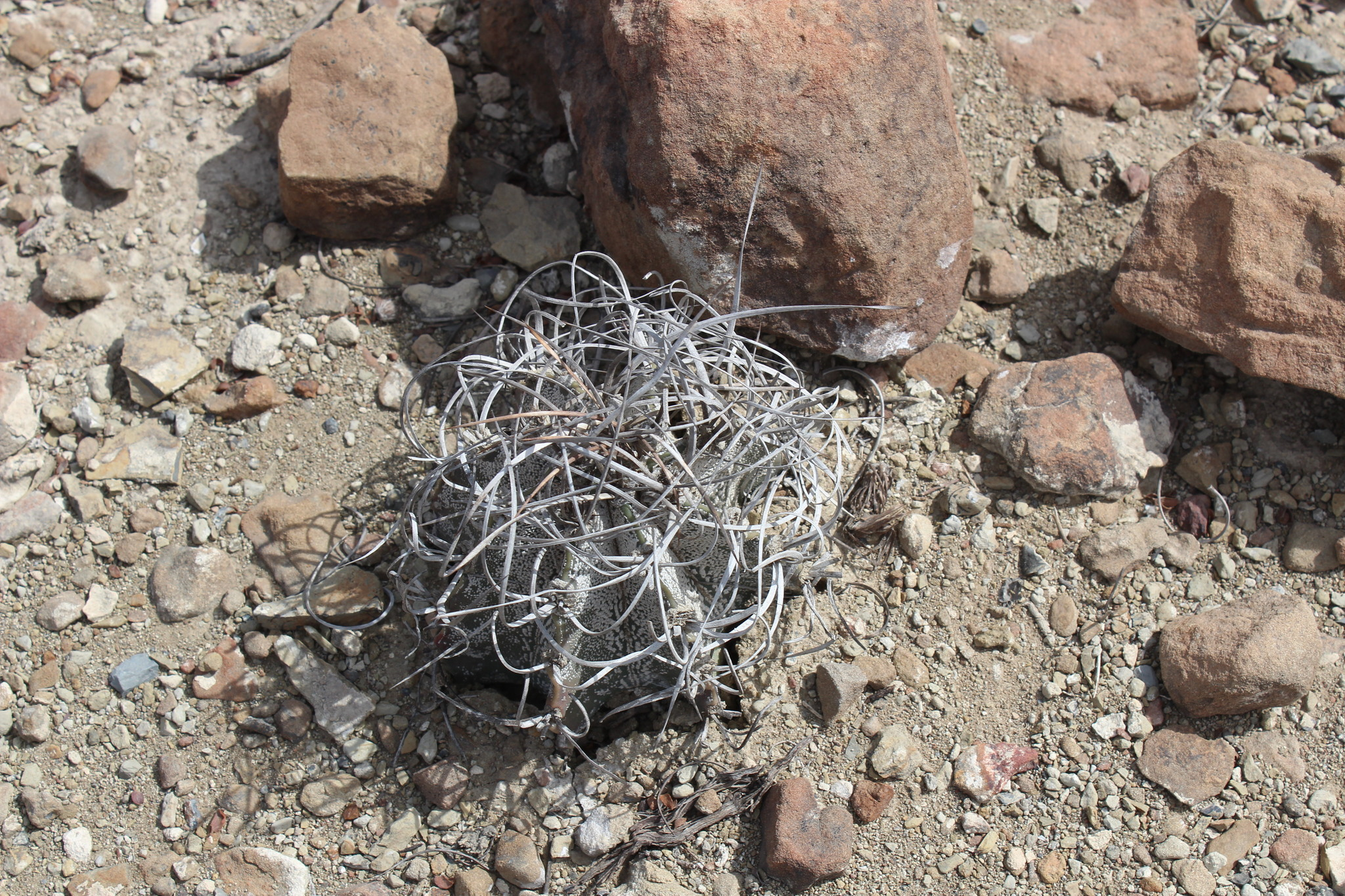
Planta en su hábitat
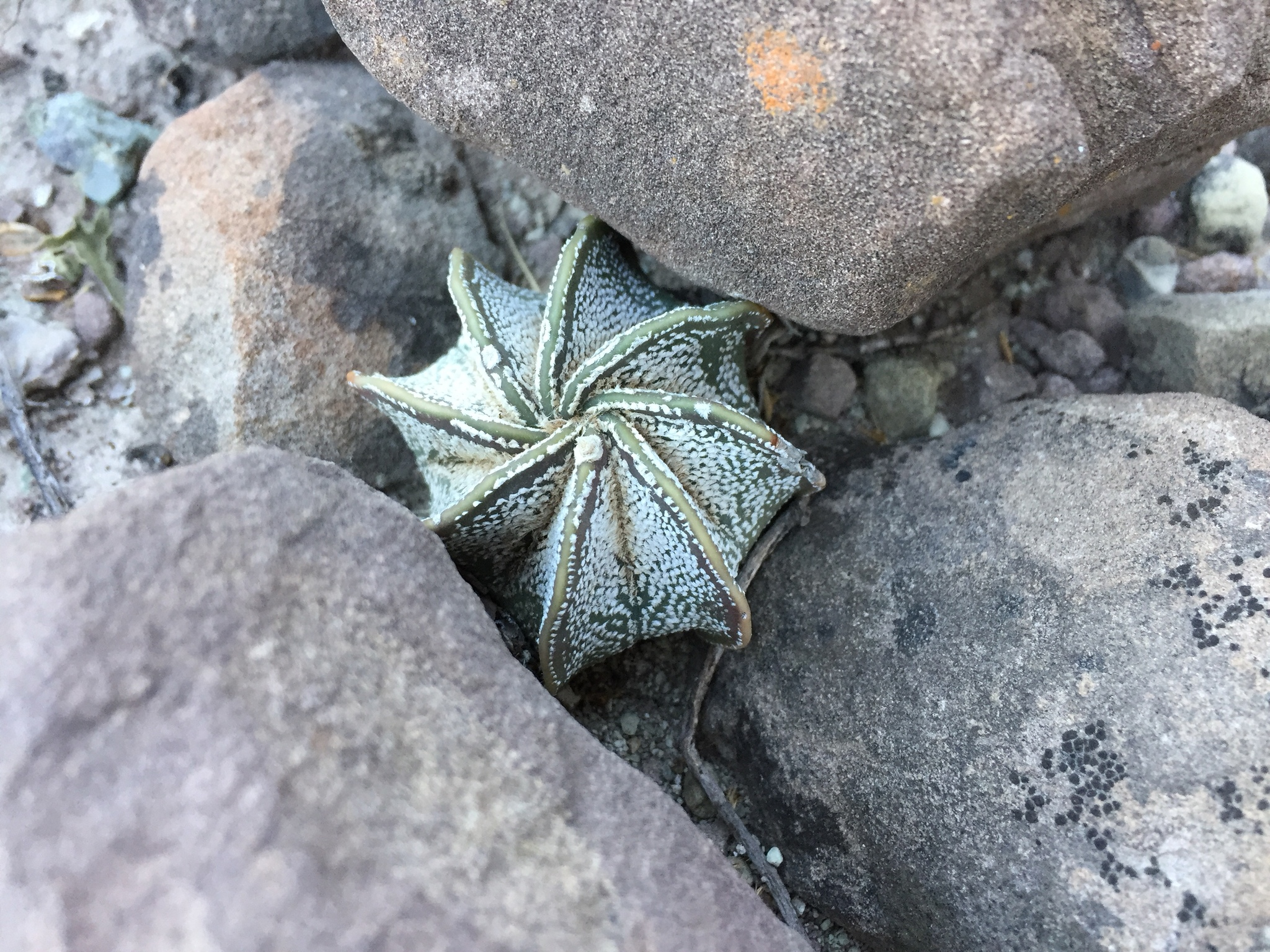
Planta en crecimiento